# Michael Hug (Politiker)
Michael Simon Hug (* 4. November 1987 in Basel) ist ein Schweizer Jurist und Politiker (LDP).

## Leben
Hug studierte Rechtswissenschaften an der Universität Basel. Er ist als Bereichsleiter Verkehr, Raumplanung, Energie und Umwelt bei der Handelskammer beider Basel tätig.
Seit dem 1. Juli 2020 ist er Grossrat des Kantons Basel-Stadt. Er rückte für seine Parteikollegin Patricia von Falkenstein ins Parlament nach. Für die LDP sitzt er in der Bau- und Raumplanungskommission, deren Präsident er auch ist. Er amtet als Vizepräsident seiner Partei.
Hug ist Mitglied des Schweizerischen Altzofingervereins und der Zunft zu Hausgenossen. Er engagiert sich ehrenamtlich als Co-Präsident der freiwilligen Basler Denkmalpflege. Zudem ist er Stiftungsrat der Fondation Thorens und Vorstandsmitglied der Vereinigung Starke Region Basel/NWCH, des Hauseigentümerverband Basel-Stadt, der Schweizerischen Vereinigung für Schifffahrt und Hafenwirtschaft SVS sowie von Aviationsuisse.